# Lái'ān Xiàn
Lái'ān Xiàn o condado de Lái'ān es una localidad de la ciudad-prefectura de Chuzhou en la provincia de Anhui, República Popular China, con una población censada en noviembre de 2010 de 432 021 habitantes.
Se encuentra situada en el este de la provincia, cerca de la frontera con la provincia de Jiangsu y con su capital, Nankín.